# 原行星盤

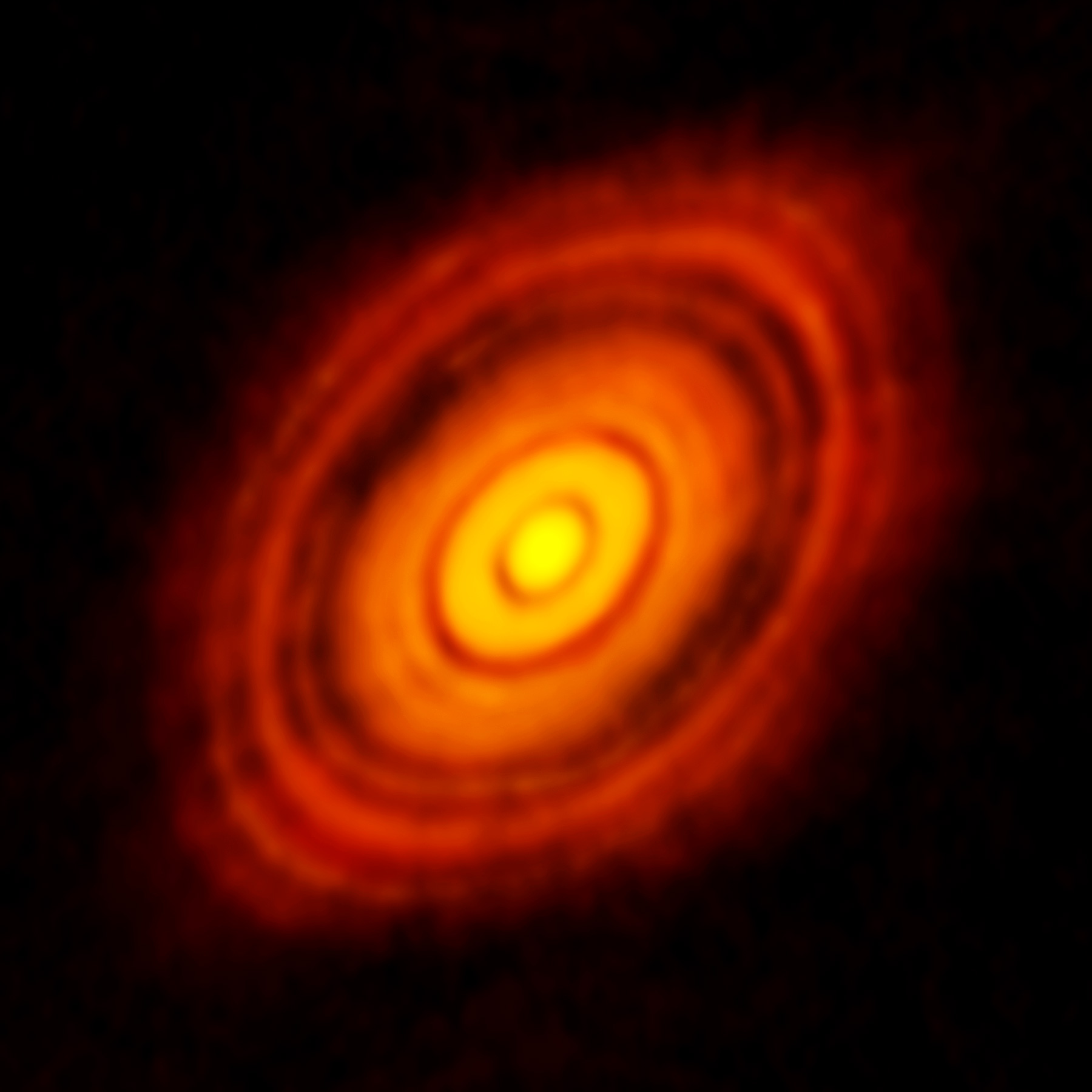
透過阿塔卡馬大型毫米波/亞毫米波陣列首次觀察到位於金牛座HL的原行星盤。

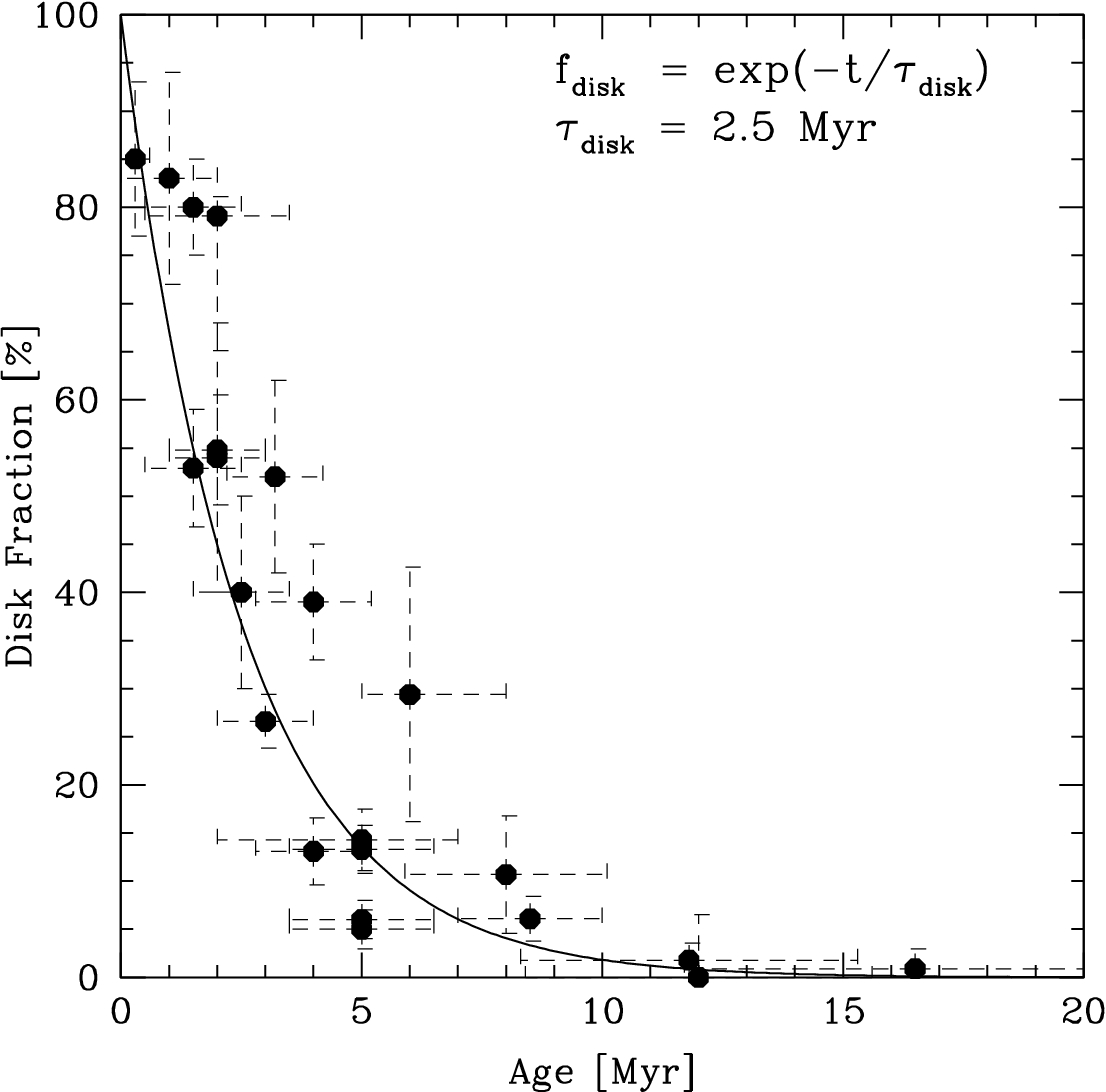
2009 年的一張圖像顯示了恆星的碎片，這些證據表明存在原行星盤，這是其恆星年齡（數百萬年）的函數； 樣本是附近的年輕集群。

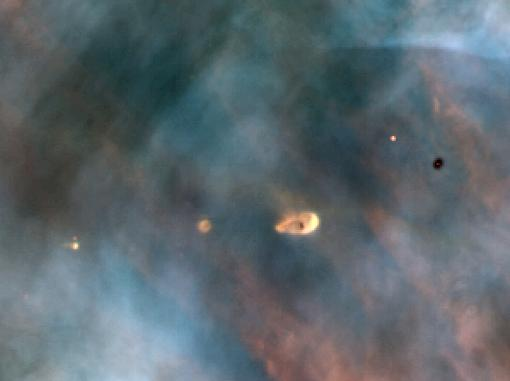
在獵戶座大星雲中的原恆星盤。

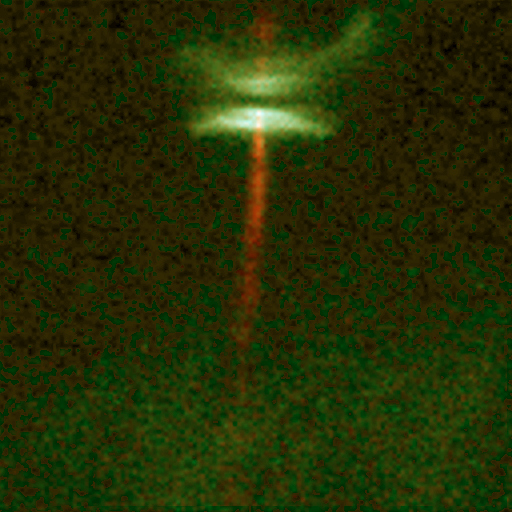
在金牛座的原行星盤HH-30，距離地球約450光年，這種天體共通的結構，就是噴出紅色的恆星喷流。

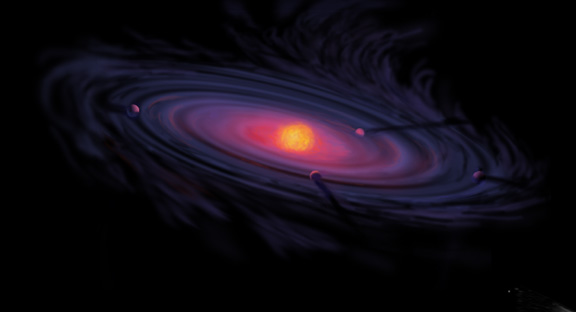
以藝術家的觀念繪出的原行星盤。

原行星盤（英語：protoplanetary disc）是在新形成的年輕恆星（如金牛T星）外圍繞的濃密氣體，因為氣體會從盤的內側落入恆星的表面，所以可以視為是一個吸積盤。外部照射的光蒸發原行星盤稱為電離原行星盤。
典型的原行星盤來自主要是氫分子的分子雲。當分子雲分得的大小達臨界質量或是密度，將會因自身重力而塌縮。而當雲氣開始塌縮，這時可稱為太陽星雲，密度將變得更高，原本在雲氣中隨機運動的分子，也因而呈現出星雲平均的淨角動量運動方向，角動量守恆導致星雲縮小的同時，自轉速度亦增加。這種自轉也導致星雲逐漸扁平，就像製作意大利薄餅一樣，形成盤狀。從崩塌起約十萬年後，恆星表面的溫度與主序帶上相同質量的恆星相同時，恆星將變得可以被看見，就像金牛座T的情況。吸積盤中的氣體在未來的一千萬年中，盤面消失前，仍會繼續落入恆星。盤面可能是被年輕恆星的恆星風吹散，或僅僅是因為吸積之後，單純的停止輻射而結束。發現的最老的原行星盤已經存在了二千五百萬年之久。
太陽系形成的星雲假說描述原行星盤如何發展成行星系統。靜電和引力互相作用在盤面上的塵埃粒子和顆粒，使它們生常成為星子。環繞金牛座T的原行星盤，溫度與大小都與雙星周圍的盤不同。原行星盤的半徑可以達到1,000天文單位，但是溫度並不高，在它們最內側的溫度也不過1,000K，並且經常有噴流伴隨著。這個過程與會將氣體吹散的恆星風競爭，將氣體累積並將物質拉入金牛座T的中心。
在銀河系內已經觀測到一些年輕恆星周圍的原行星盤。第一個是在1984年發現的繪架座β，最近的則是哈伯太空望遠鏡發現在獵戶座大星雲內正在形成的原恆星盤。天文學家已經在距離太陽不遠的恆星，天琴座織女星、北冕座貫索四、和南魚座北落師門，發現大量的原行星盤材料，或許本身就已經是原行星盤。包含織女和北落師門的北河二共同運動星團被分辨出來。利用希巴古衛星資料，估計北河二星團年齡約二億年（誤差約一億年），這顯示以紅外線觀察到的織女和北落師門周圍的殘餘物質可能已成星子，而不僅僅是原行星盤了。哈伯太空望遠鏡已經成功的觀測北落師門的原行星盤，並證實猜測。

## 名稱的混淆
有時原行星雲也會被稱為原行星盤，例如在Davis 2006。然而在使用經過一段時間之後，可能會導致混亂，當談論行星狀星雲時，則是與這完全無關的概念（參考原行星雲可以對名稱有更多的認識）。

## 水
水是目前所知唯一能在原行星盤內以大量的固態和氣態並存的物質。結果，確定它們的相對比例對描繪行星和星雲形成的物理過程與特性是相當有用的，典型的原行星盤可以由氣體和冰的比率推導出大範圍內的密度和溫度的組成。氣態的水傾向於控制與支配靠近星雲和光球層之上的星雲中心平面區域，冰則在星雲外側和中間區域佔有優勢。(Davis 2006)

## 外部連結
- Planet-Forming Disks Might Put Brakes On Stars （页面存档备份，存于）（SpaceDaily）Jul 25, 2006
- Planets could put the brakes on young stars （页面存档备份，存于） Lucy Sherriff(The Register)Thursday 27th July 2006 13:02 GMT
- Why Fast-Spinning Young Stars Don't Fly Apart （页面存档备份，存于）（SPACE.com）24 July 2006 03:10 pm ET
- SpaceDaily: NASA's Spitzer Digs Up Troves of Possible Solar Systems in OrionArchive.today的存檔，存档日期2013-02-03 Aug 17, 2006

1. ↑  Mamajek, E.E.; Usuda, Tomonori; Tamura, Motohide; Ishii, Miki. . AIP Conference Proceedings. 2009, 1158: 3–10. Bibcode:2009AIPC.1158....3M. S2CID 16660243. arXiv:0906.5011 . doi:10.1063/1.3215910.